# Hypomyces subiculosus
Hypomyces subiculosus är en svampart som först beskrevs av Berk. & M.A. Curtis, och fick sitt nu gällande namn av Franz Xaver von Höhnel 1910. Hypomyces subiculosus ingår i släktet Hypomyces och familjen Hypocreaceae.   Inga underarter finns listade i Catalogue of Life.